# Tani Bay
Estanislao Ramiro Bay, conocido como Tani Bay (Santa Fe, 18 de noviembre de 1992), es un jugador de rugby español de origen argentino que juega como medio melé para el Real Ciencias R. C. de la División de Honor de España. Es internacional con la Selección de rugby de España y la Selección española de rugby 7.

## Biografía
Nació en 1992 en la ciudad argentina de Santa Fe. Tiene orígenes asturianos, puesto que su abuela era de Mieres.
Comenzó su carrera en el rugby argentino, formándose en el CRAI de Santa Fe y llegando a formar parte de la selección argentina de rugby 7.
En el verano de 2019 se convirtió en jugador profesional al fichar por el VRAC, club español en el que permaneció dos temporadas, ganando en dos ocasiones la División de Honor y la Copa Ibérica, además de una Supercopa de España. En la temporada 2021-2022 jugó en el Jaén Rugby Club de la División de Honor B. Desde 2022 y hasta 2025 formó parte de la plantilla del Aparejadores Rugby Burgos, donde ganó una Supercopa y una Copa del Rey.

### Selección española
Debutó con la selección española el 5 de febrero de 2023 en un encuentro disputado contra la selección de Países Bajos en el Estadio Nacional Complutense de Madrid en el que fue autor de un ensayo y fue elegido Jugador Más Valioso (MPV) del partido.